# MOK Rijeka
MOK Rijeka – chorwacki klub siatkarski z Rijeki założony pod obecną nazwą w 1974 roku. Nieprzerwanie od sezonu 1991/1992 występuje w najwyższej klasie rozgrywkowej w Chorwacji. Wicemistrz Chorwacji oraz trzykrotny finalista Pucharu Chorwacji.

## Historia
Dzisiejszy klub MOK Rijeka powstał w 1950 roku pod nazwą 3.maj. Od 1953 roku uczestniczył w rozgrywkach ligowych w Chorwacji, będącej ówcześnie częścią Jugosławii. W 1956 roku klub zmienił nazwę na Kvarnerske elektrane. Po roku klub powrócił do swojej pierwotnej nazwy - 3.maj. W kolejnych latach klub przeżywał kryzys, co ostatecznie doprowadziło, że dołączył on w 1963 roku do nowo powstałego klubu Kvarner.
W 1966 roku Kvarner Rijeka zadebiutował w pierwszej lidze jugosłowiańskiej, zajmując 7. miejsce. To samo miejsce zespół osiągnął rok później. W sezonie 1967/1968 Kvarner po raz pierwszy ligowe zmagania zakończył na podium, zajmując 3. miejsce, w sezonie 1969/1970 natomiast zdobył wicemistrzostwo Jugosławii.
W lutym 1974 roku klub Kvarner ogłosił upadłość, a w jego miejsce powstał nowy pod nazwą Rijeka. W latach 1974–1977 klub Rijeka występował w pierwszej lidze jugosłowiańskiej, jednak w sezonie 1966/1977 zajął 12. miejsce, spadając do drugiej ligi. Po jednym sezonie jednak powrócił do pierwszej ligi. W sezonie 1978/1979 zajął ostatnie, 12. miejsce, ponownie spadając do niższej klasy rozgrywkowej. Od tego czasu do końca funkcjonowania jugosłowiańskich rozgrywek klub Rijeka występował w I B (drugi poziom rozgrywek) lub II lidze (trzeci poziom rozgrywek).
Po powstaniu chorwackiej narodowej ligi w 1991 roku klub z Rijeki występuje w niej nieprzerwanie. W sezonie 1991/1992 występował pod nazwą Primorje Rijeka, zajmując 3. miejsce, natomiast od sezonu 1992/1993 jako MOK Rijeka.

## Bilans sezonów
| Sezon     | Rozgrywki ligowe | Rozgrywki ligowe | Puchar Chorwacji |
| Sezon     | Poziom           | Miejsce          | Puchar Chorwacji |
| --------- | ---------------- | ---------------- | ---------------- |
| 1991/1992 | 1. liga          | 3. miejsce       | 3. miejsce       |
| 1992/1993 | 1. liga          | 4. miejsce       | 3. miejsce       |
| 1993/1994 | 1. liga          | 3. miejsce       | 3. miejsce       |
| 1994/1995 | 1. liga          | 5. miejsce       | ?                |
| 1995/1996 | 1. liga          | 7. miejsce       | ?                |
| 1996/1997 | 1. liga          | 5. miejsce       | ?                |
| 1997/1998 | 1. liga          | 5. miejsce       | ?                |
| 1998/1999 | 1. liga          | 5. miejsce       | ?                |
| 1999/2000 | 1. liga          | 3. miejsce       | finał            |
| 2000/2001 | 1. liga          | 2. miejsce       | 3. miejsce       |
| 2001/2002 | 1. liga          | 5. miejsce       | ?                |
| 2002/2003 | 1. liga          | 5. miejsce       | ?                |
| 2003/2004 | 1. liga          | 7. miejsce       | ?                |
| 2004/2005 | 1. liga          | 3. miejsce       | finał            |
| 2005/2006 | 1. liga          | ?                | ?                |
| 2006/2007 | 1. A liga        | 7. miejsce       | ?                |
| 2007/2008 | 1. A liga        | ?                | ?                |
| 2008/2009 | 1. A liga        | 4. miejsce       | ćwierćfinał      |
| 2009/2010 | 1. A liga        | 5. miejsce       | 3. miejsce       |
| 2010/2011 | Superliga        | 10. miejsce      | 1/8 finału       |
| 2011/2012 | 1. A liga        | 6. miejsce       | ćwierćfinał      |
| 2012/2013 | 1. A liga        | 7. miejsce       | ćwierćfinał      |
| 2013/2014 | 1. A liga        | 8. miejsce       | finał            |
| 2014/2015 | 1. A liga        | 7. miejsce       | ćwierćfinał      |
| 2015/2016 | 1. A liga        | 9. miejsce       | ćwierćfinał      |
| 2016/2017 | Superliga        | 3. miejsce       | ćwierćfinał      |
| 2017/2018 | Superliga        | 4. miejsce       | finał            |
| 2018/2019 | Superliga        | 3. miejsce       | ćwierćfinał      |
| 2019/2020 | Superliga        | 4. miejsce       | ćwierćfinał      |
| 2020/2021 | Superliga        | 7. miejsce       | ćwierćfinał      |
| 2021/2022 | Superliga        | 7. miejsce       | ćwierćfinał      |
| 2022/2023 | Superliga        | 9. miejsce       | półfinał         |
| 2023/2024 | Superliga        | 8. miejsce       | 1/8 finału       |
| 2024/2025 | Superliga        | 6. miejsce       | ćwierćfinał      |

## Występy w europejskich pucharach
| Sezon     | Puchar     | Osiągnięcie             |
| --------- | ---------- | ----------------------- |
| 1992/1993 | Puchar CEV | 1/16 finału             |
| 1993/1994 | Puchar CEV | II runda kwalifikacyjna |
| 1994/1995 | Puchar CEV | II runda kwalifikacyjna |
| 2000/2001 | Puchar CEV | faza kwalifikacyjna     |
| 2005/2006 | Puchar CEV | faza kwalifikacyjna     |
| 2017/2018 | Puchar CEV | 1/32 finału             |

## Osiągnięcia

### Kvarner Rijeka
- Mistrzostwa Jugosławii:
  -  2. miejsce (1x): 1970
  -  3. miejsce (2x): 1968, 1972

### MOK Rijeka
- Mistrzostwa Chorwacji:
  -  2. miejsce (1x): 2001
  -  3. miejsce (6x): 1992, 1994, 2000, 2005, 2017, 2019
- Puchar Chorwacji:
  -  2. miejsce (3x): 1999, 2004, 2013
  -  3. miejsce (5x): 1991, 1992, 1993, 2000, 2009

## Kadra
Sezon 2017/2018
- Pierwszy trener: Velimir Liverić
- Asystent trenera: Andrej Burić

| Nr | Imię i nazwisko    | Data ur. | Wzrost | Pozycja              |
| -- | ------------------ | -------- | ------ | -------------------- |
| 1  | Fran Pavlović      | 1997     | 186    | środkowy             |
| 2  | Stipe Šćulija      | 1991     | 192    | przyjmujący          |
| 3  | Marko Ličina       | 1991     | 182    | rozgrywający         |
| 5  | Danijel Jurišić    | 1988     | 191    | przyjmujący          |
| 6  | Ivor Martić        | 1998     | 188    | przyjmujący          |
| 7  | Luka Osojnak       | 1993     | 195    | atakujący            |
| 9  | Karlo Čule         | 1995     | 196    | środkowy             |
| 10 | Ivan Đorđević      | 1990     | 190    | przyjmujący          |
| 11 | Luka Lasić         | 1992     | 188    | środkowy             |
| 12 | Maurizio Banko     | 1995     | 182    | libero               |
| 13 | Drago Lasić        | 1993     | 190    | przyjmujący/środkowy |
| 14 | Bojan Janjanin     | 1989     | 190    | przyjmujący          |
| 15 | Dean Cibić         | 1988     | 183    | przyjmujący          |
| 16 | Marin Sušanj       | 1990     | 187    | rozgrywający         |
| 17 | Kristian Smiljanić | 1994     | 182    | libero               |
| 18 | Mladen Jurčević    | 1987     | 182    | libero               |
| 18 | Mario Krmpotić     | 1986     | 194    | środkowy             |